# Visoko učilište
Visoka učilišta su sveučilište te fakultet i umjetnička akademija u njegovom sastavu, veleučilište i visoka škola.

## Status visokih učilišta
Visoka učilišta obavljaju svoju djelatnost kao javnu službu. Status visokih škola određen je u članku 47. Zakona o znanstvenoj djelatnosti i visokom obrazovanju.

Visoka učilišta mogu biti javna i privatna. Javna visoka učilišta su ona koja osniva Republika Hrvatska. Republika Hrvatska osniva sveučilište zakonom, a veleučilište i visoku školu uredbom Vlade Republike Hrvatske. Osnivačka prava nad visokim učilištima u ime Republike Hrvatske obnaša Vlada Republike Hrvatske ili Ministarstvo.

Privatno sveučilište, veleučilište i visoka škola osnivaju se odlukom osnivača po Zakonu i propisima koji se odnose na osnivanje ustanova. Županije, gradovi i općine osnivaju visoku školu odlukom svoga predstavničkog tijela.

## Sveučilište
Sveučilište, fakultet i umjetnička akademija osnivaju se radi obavljanja djelatnosti visokog obrazovanja, znanstvene, stručne i umjetničke djelatnosti te druge djelatnosti u skladu sa zakonom i svojim statutom. U okviru djelatnosti visokog obrazovanja ova visoka učilišta organiziraju i izvode sveučilišne studije. Oni mogu organizirati i izvoditi i stručne studije.

## Veleučilište i visoka škola
Veleučilište i visoka škola osnivaju se radi obavljanja djelatnosti visokog obrazovanja putem organizacije i izvođenja stručnih studija te mogu obavljati stručnu, znanstvenu i umjetničku djelatnost.